# Mariazell
Mariazell je město ležící v rakouské spolkové zemi Štýrsko. Žije zde přibližně 3 800 obyvatel.
Je největším poutním místem Rakouska a jednou z nejvýznamnějších mariánských svatyní střední Evropy. Podle pramenů bylo poutní místo Mariazell založeno 21. prosince 1157. Mariazellu se podle v tamější bazilice uchovávané sošky Panny Marie ze 13. století někdy přezdívá Magna Mater Austriae (česky Velká Matka Rakouska). Statut města získal Mariazell až v roce 1948. V posledních třech desetiletích dochází k obnovování tradice pěších poutí Via Mariana do Mariazell ze všech zemí bývalého Rakousko-Uherska a z přilehlých římskokatolických regionů.

## Historie
Podle pramenů bylo poutní místo Mariazell založeno 21. prosince 1157, v této době byla donesena socha Panny Marie mnichem Magnusem z benediktinského kláštera Svatého Lambrechta. Někdy kolem roku 1200 vybudoval kníže Vladislav Jindřich první kostel Mater Gentium Slavorum, kterým chtěl poděkovat za své uzdravení z nemoci. V roce 1370 daroval král Ludvík Veliký jako poděkování za vítězství nad náboženskými odpůrci města Mariazell z východu Kapli milosti (Gnadenkapelle). Období baroka znamená pro Mariazell nový rozkvět. Město se stává hlavním poutním místem Podunajské monarchie. Gotický chrám, který do té doby sloužil věřícím, již nestačí přívalu poutníků, a tak opat Benedikt Pierin provedl v letech (1644–1683) velkou a honosnou barokní přestavbu. Z této doby pochází dnešní podoba poutní baziliky. Mariazell byla v minulosti cílem mnoha českých a moravských poutníků, např. z Mariánské Hory u Horního Třešňovce ve východních Čechách.

## Bazilika

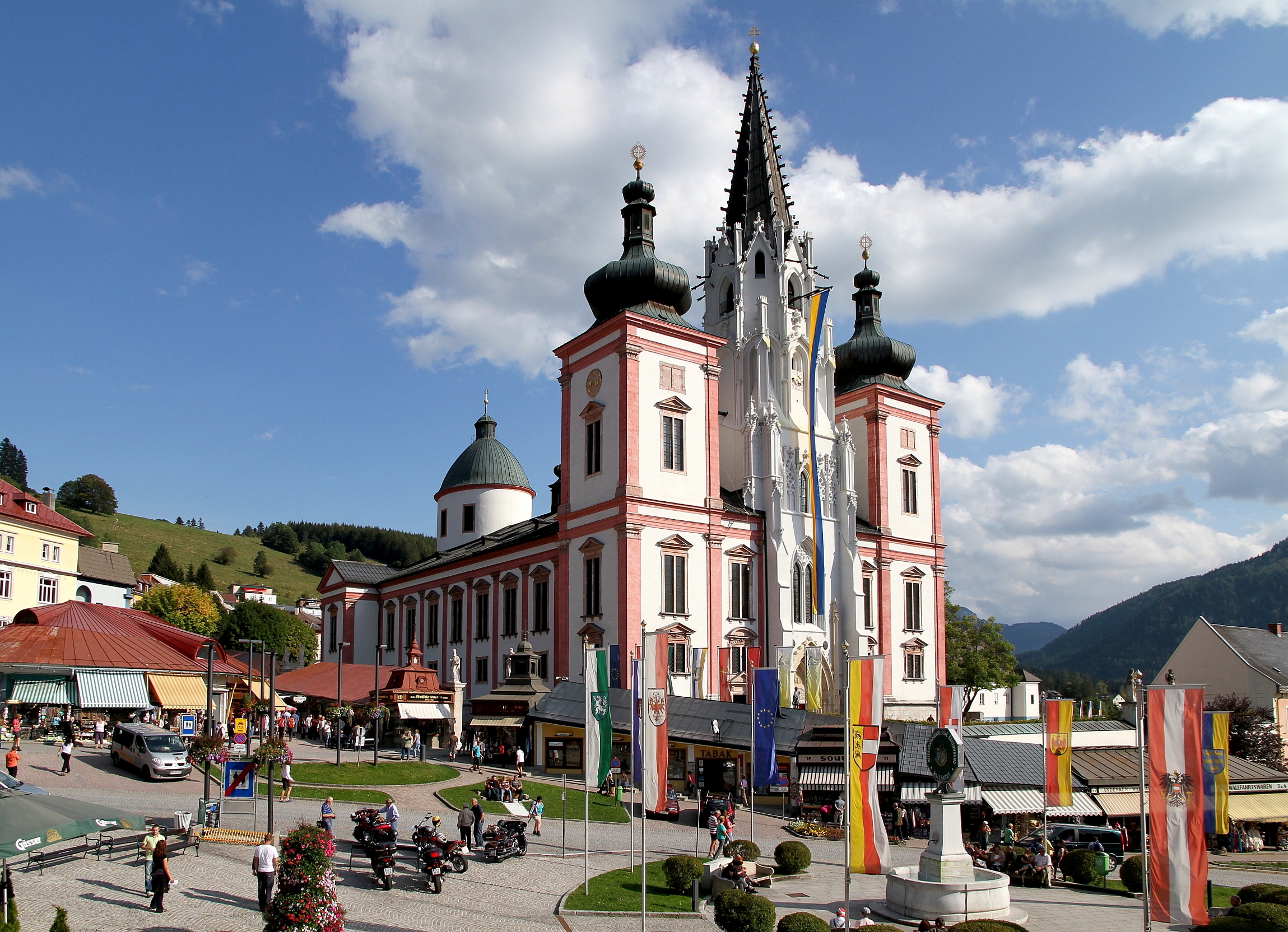
Basilika

Současná stavba trojlodní baziliky se třemi věžemi v průčelí měla do 17. století raně barokní stavební podobu od švýcarsko-italského stavitele Domenica Sciassia. Císař Karel VI. daroval městu jako děkovný dar hlavní oltář, který byl do kostela instalován v roce 1692 a posvěcen v roce 1704 na základě plánovaných úprav císařského architekta Johanna Bernharda Fischera z Erlachu. Ten na oltář navrhl střední baldachýn pro trůn sedící milostné madony s Ježíškem posazeným na klíně. Pravděpodobný vznik sochy je odhadován ještě před rokem 1300.
Kostel byl povýšen na baziliku v roce 1907.

## Politika

### Starostové
- 1858–1863 Franz Geraus[3]
- 1863–1869 Johann Götz
- 1869–1873 Josef Lang
- 1873–1896 Johann Laufenstein
- 1896–1903 Franz Ritter
- 1903–1910 Gottfried Buschnigg
- 1910–1911 Johann Rögl
- 1911–1924 Karl Laufenstein
- 1924–1932 Roman Feichtegger
- 1932–1938 Alexander Globotschnigg
- 1938–1938 Alois Knaus
- 1939–1945 Josef Scheucher
- 1946–1955 Hans Laufenstein
- 1955–1979 Alfred Schöggl
- 1979–1990 Karl Pingl (ÖVP)
- 1990–2010 Helmut Pertl (ÖVP)
- 2010–2014 Josef Kuss (ÖVP)
- 2015–2019 Manfred Seebacher (SPÖ)[4]
- 2019–2019 Michael Wallmann (SPÖ)
- 2019–2020 Johann Kleinhofer (SPÖ)[5]
- od roku 2020 Walter Schweighofer (ÖVP)[6]

## Turistika
Město je centrem letní i zimní turistiky a mimo návštěvy baziliky stojí za zhlédnutí mnoho dalších turisticky významných cílů v okolí města. Jsou to:
- vrchol Bürgeralpe v nadmořské výšce 1254 m nad městem.
- Kabinová lanovka (9 - 17 hod.), která vyváží turisty až na vrchol. Výborný výhled je na Mariazell, pohoří Mürzstegské Alpy a Türnitzské Alpy.
- Další lanová dráha vede na vrchol Gemeindealpe (1626 m), které je výchozím místem pro pěší turistiku v horách. Zároveň je centrem zimních sportů, zejména sjezdového lyžování a snowboardingu, kde lyžaři mohou využít některou z jedenácti sjezdovek.
- Oblíbeným výletním místem na území města je jezero Erlaufsee (3 km od centra), kam mimo jiné zajíždí i muzejní tramvaj.
- Osm kilometrů západě od centra města leží vodopády Marienwasserfall.
- Potápění nebo rafting na řece Salza je využíván v létě.

## Partnerská města
- Altötting, Německo
- Čenstochová, Polsko
- Fátima, Portugalsko
- Loreto, Itálie
- Lurdy, Francie
- Ostřihom, Maďarsko